# Marilyn Meseke
Marilyn Meseke, née Mary Ellen Spurrier, le 7 octobre 1916 à Peru, près de Lima dans l'Ohio aux États-Unis, est élue Miss Ohio (en), à deux reprises en 1931, à l'âge de 14 ans, puis en 1938. Elle est ensuite couronnée Miss America 1938.

## Jeunesse
Alors qu'elle est encore une enfant, sa mère cède sa garde à ses grands-parents maternels, Charlie et Clara Meseke. Après son adoption, elle est rebaptisée Marilyn, portant le nom de famille de sa grand-mère Meseke et élevée dans la maison familiale de South Prospect Street à Marion (Ohio). Alors qu'elle est toujours enfant, elle montre un talent pour la danse et reçoit un enseignement de danse, mais aussi de piano, de violon et de chant, tout au long de son enfance. Plus tard, elle devient professeure de claquettes, utilisant le salon de la famille comme son studio.

## Concours de beauté
Marilyn Meseke s'est présentée et a gagné à deux reprises le concours de Miss Ohio. Son premier titre est remporté en 1931, alors qu'elle est âgée de 14 ans. Son jeune âge l'empêche de participer au concours national. Elle obtient son deuxième titre en 1938 et se qualifie pour représenter l'Ohio au concours de Miss America. Le concours de 1938 correspond à la première année où le talent devient un élément essentiel de la compétition, ce qui est un heureux hasard puisque Marilyn Meseke est une danseuse de claquettes talentueuse. Alors que sa ville natale écoute le spectacle à la radio, Marilyn Meseke remporte la couronne, le 10 septembre 1938.
C'est aussi la première fois que les spectateurs peuvent voir une Miss America couronnée grâce à des images d'actualités, diffusées la semaine qui suit l'événement.
30 000 personnes se rassemblent dans les rues de Marion pour un défilé d'accueil, lors de son retour du spectacle.

## Vie personnelle
Après sa victoire au concours, Marilyn Meseke continue à faire des apparitions et à enseigner la danse à Marion. Elle épouse, en janvier 1944, Stanley Hume, un pilote. Ils sont les parents d'un enfant. Le couple déménage en Floride. Après la mort de son époux, elle se remarie avec Benjamin Rogers, également pilote d'avions.
Elle meurt à Mount Dora, en Floride, le 12 septembre 2001.

### Source de la traduction
- (en) Cet article est partiellement ou en totalité issu de l’article de Wikipédia en anglais intitulé « Marilyn Meseke » (voir la liste des auteurs).